# Шаповалов, Игорь Александрович
Игорь Александрович Шаповалов (20 апреля 1932, Маджалис, Кайтагский район, Дагестанская АССР — 2 июля 2019, Тюмень) — советский государственный и партийный деятель, Заслуженный строитель РСФСР (1991), почетный нефтяник (1999), почетный работник газовой промышленности (1999), почетный нефтегазостроитель (2002), почетный гражданин ЯНАО (2001), почетный гражданин Тюменской области (2014)

## Биография
Шаповалов Игорь Александрович родился 20 апреля 1932 г. в с. Маджалисе Кайтагского района Дагестанской АССР. В 1938 г. с семьей переехал в с. Большой Карай Романовского района Саратовской области, где Игорь Александрович окончил среднюю школу. Демобилизовался из рядов Советской армии в 1953 г. и был направлен на строительство малой гидроэлектростанции «Больше-Карайская». 
Трудовая деятельность (1957-2019):
- 1957-1958 гг. – слесарь, старший мастер, инженер Ремонтно-механического завода Управления строительства «Омскстрой»
- 1958-1960 гг. – обучение в Омском машиностроительном институте, секретарь комитета ВЛКСМ института
- 1960-1961 гг. – инженер, секретарь комитета ВЛКСМ Строительного треста № 1 Омского областного Совета народного хозяйства
- 1961-1963 гг. – главный механик, секретарь комитета КПСС Завода сборного железобетона № 4 Строительного треста № 1 Омского областного Совета народного хозяйства
- 1963-1965 гг. – главный инженер Омского завода теплоизоляционных изделий и строительных конструкций
- 1965-1969 гг. – заместитель начальника отдела механизации, начальник Специализированного управления № 19 Главного управления по строительству предприятий нефтяной и газовой промышленности в Западной Сибири («Главтюменнефтегазстрой») (г. Тюмень)
- 1969-1976 гг. – управляющий комсомольско-молодежным трестом «Тюменгазмонтаж» Главтюменнефтегазстроя (г. Тюмень)
- 1976-1978 гг. – начальник Сибирского объединения по строительству жилых домов и объектов культурно-бытового назначения в полносборном исполнении для нефтяной и газовой промышленности («Сибжилстрой») (г. Тюмень)

- 1978-1984 гг. – первый секретарь, член бюро Тюменского городского комитета КПСС
- 1978-1981 гг. – председатель правления Тюменского областного отделения общества советско-болгарской дружбы
- 1984-1988 гг. - начальник Главного территориального управления по обустройству месторождений нефти и газа на севере Тюменской области     («Главямбургнефтегазстрой») (г. Надым, ЯНАО)
- 1988-1990 гг. – начальник специализированного строительного объединения «Арктикнефтегазстрой»
- 1990-1991 гг. – производственного строительно-монтажного предприятия «Арктикнефтегазстрой»
- 1991-1995 гг. – председатель правления хозяйственной ассоциации «Арктикинвест»
- 1995-1996 гг. – генеральный директор АОЗТ «Арктикнефтегаз»
- 1996-1999 гг. – генеральный директор ЗАО «Арктикнефтегазсервис»
- 1999-2002  гг. – руководитель представительства ОАО «Корпорация «Стройтрансгаз» в г. Тюмени
- 2002-2009 гг. – представитель президента ОАО «Стройтрансгаз» по Тюменской области и ЯНАО
- 1991-1998, 2007 - 2019 гг. – председатель совета директоров ПАО «Запсибкомбанк»
- 2007-2019 гг. – председатель Тюменской областной организации Всероссийской общественной организации ветеранов (пенсионеров) войны, труда, Вооруженных Сил и правоохранительных органов.

Шаповалов И.А. принимал непосредственное участие в обустройстве Медвежьего газового месторождения, Уренгойского и Ямбургского нефтегазоконденсатных месторождений, Шаимского, Усть-Балыкского, Сургутского, Самотлорского и других месторождений, сооружении магистральных газопроводов, нефтепроводов Шаим – Тюмень, Усть-Балык – Омск, Усть-Балык – Курган – Уфа – Альметьевск.
Автор более тридцати изобретений и рационализаторских предложений в области нефтегазового строительства и совершенствования строительных конструкций, применяемых при сооружении нефтегазовых промысловых объектов и газовых магистралей, более сорока публикаций о проблемах нефтегазового строительства в Западной Сибири.
Образование:
В 1956 г. окончил Саратовский нефтепромысловый техникум по специальности «Строительные машины и оборудование».
В 1975 г. окончил Тюменский индустриальный институт по специальности «Проектирование и эксплуатация газонефтепроводов, газохранилищ и нефтебаз».
Общественная деятельность:
Являлся членом правления Союза строителей Тюменской области, Тюменского областного  общественного Фонда имени Виктора Ивановича Муравленко, Ассоциации выпускников Тюменского государственного нефтегазового университета, председателем совета почетных граждан г. Тюмени, участвовал в деятельности Фонда поддержки ветеранов нефтегазового строительства, Российского союза нефтегазостроителей.
Избирался депутатом Верховного Совета РСФСР X созыва (1980), делегатом XXVI съезда КПСС (1980), депутатом Тюменского областного Совета народных депутатов XIX-XX созывов (1985-1990), Тюменского городского Совета народных депутатов, Ямало-Ненецкого окружного Совета народных депутатов.
Семья:
Жена – Шаповалова (Холявина) Александра Павловна, 1936 г.р., дети – Шаповалов Олег Игоревич, 1958 г.р., Шаповалов Юрий Игоревич, 1964 г.р.
Шаповалов Игорь Александрович умер 2 июля 2019 г.

## Звания и премии
В 1980 г. удостоен Ленинской премии в области науки и техники за разработку и внедрение комплектно-блочного метода строительства объектов нефтяной и газовой промышленности, обеспечившего ускоренные темпы освоения нефтяных и газовых месторождений Тюменской области.
Награжден орденами Трудового Красного Знамени (1973, 1987), медалями «За освоение целинных земель» (1956), «За доблестный труд в ознаменование 100-летия со дня рождения В.И.Ленина» (1970), «За трудовое отличие» (1971), «За освоение недр нефтегазового комплекса в Западной Сибири» (1979), «Ветеран труда» (1984), почетным знаком Гражданской обороны СССР (1982), почетными грамотами главы города Тюмени (1996), Тюменской областной Думы (1997), губернатора Тюменской области (2002) и др.
Лауреат премий имени И.М. Губкина (1970), имени В.И. Муравленко (2002), имени Б.Е. Щербины (2004), имени Н.К. Байбакова (2005). Присвоены звания «Почетный радист СССР» (1976), «Заслуженный строитель РСФСР» (1991), «Почетный работник Роснефтегазстроя» (1992), «Заслуженный работник Минтопэнерго» (1998), «Почетный работник газовой промышленности» (1999), «Почетный нефтяник» (1999), «Почетный строитель» (2002), «Почетный нефтегазостроитель» (2002), «Почетный строитель Тюменской области» (2004), почетный гражданин Романовского района (Саратовская область) (2000), почетный гражданин ЯНАО (2001), почетный гражданин Тюменской области (2014).